# Paraguai nos Jogos Olímpicos
O Paraguai competiu pela primeira vez nas Olimpíadas em 1968, e mandou atletas para competirem em todas as edições após aquela, exceto quando eles boicotaram os Jogos de 1980. O país competiu apenas uma vez nos Jogos Olímpicos de Inverno em 2014.
A nação tem apenas uma medalha, a de prata no Futebol Masculino em 2004, quando eles perderam para a Argentina na final, por 1-0, em Atenas.

## Medalhistas

### Verão
| Medalha          | Nome             | Jogos       | Esporte | Evento               |
| ---------------- | ---------------- | ----------- | ------- | -------------------- |
| Medalha de prata | Seleção Nacional | 2004 Atenas | Futebol | Competição masculina |